# Главред
Главред (укр. Головред) — новинне і аналітичне інтернет-видання, засноване 3 грудня 2002 року. Має українську і російську версії сайту. До 2010 року існував україномовний друкований журнал із однойменною назвою.

## Сайт Главред
Главред висвітлює політичні, економічні, культурні та соціально значимі події в Україні та світі. Крім новин, видання публікує аналітичні статті, інтерв'ю з експертами та політиками. Видання регулярно проводить чати з відомими людьми, під час яких читачі мають можливість ставити свої запитання гостям. Також на сайті представлені колонки відомих журналістів, експертів, блогерів, політиків та громадських діячів. У дочірньому проекті Главред Weekend публікуються таблоїдні новини зі світу шоу-бізнесу та матеріали для дозвілля.
Главред активно присутній у соціальних мережах. Станом на кінець 2024 року на сторінки видання у Facebook сумарно підписано близько 2 мільйонів користувачів.
Главред є учасником стандарту "Ініціативи журналістської довіри" (Journalism Trust Initiative, JTI), щоб підвищити прозорість та сприяти більш підзвітній редакційній діяльності.
У серпні 2022 року сайт потрапив у ТОП-10 сайтів новинного сегменту рейтингу дослідницької компанії Gemius Audience за результатами місяця серед українських користувачів.   
26 жовтня 2023 року Національна рада України з питань телебачення і радіомовлення зареєструвала вебсайт «Главред» (ТОВ «Діджиталс солюшнс») як суб’єкт у сфері онлайн–медіа.    
Головний редактор сайту Главред — Тарас Сидоржевський.

## Історія журналу «Главред»

«Біла» обкладинка останнього випуску журналу, № 51 від 27.12.2010

У грудні 2010 року холдинг «Главред-медіа» вирішив призупинити видання свого журналу.